# Primat di Saint-Denis
Primat (... – 1277 circa) è stato un monaco benedettino francese, cronista dell'abbazia di Saint-Denis, vicino a Parigi.
Compose due storie della Francia focalizzate sull'istituto monarchico, una in latino e l'altra in francese antico.
La sua cronaca in latino copre gli anni dal 1248 al 1277, ma ci è giunta solo in una traduzione in francese antico, e tramite alcuni brani originali incorporati in opere di altri autori. Contiene un resoconto dettagliato del regno di Luigi IX, il che la rende una delle fonti contemporanee più importanti per quel regno. La sua cronaca in francese, il Roman des rois, copre tutta la storia della Francia fino al 1223. Fu completata intorno al 1274 per Filippo III e la sua copia di presentazione esiste tuttora. È la prima versione di quelle che sarebbero diventate le Grandes Chroniques de France, la prima storia ufficiale della Francia.
Considerato a lungo un semplice scriba o traduttore, la scoperta, avvenuta nel XX secolo, che fu anche autore di una cronaca stimolò la rivalutazione del ruolo di Primat nel dare l'avvio delle Grandes Chroniques. L'influenza successiva delle sue opere lo rende uno degli autori più importanti della Francia del XIII secolo.

## Biografia
Della vita di Primat non si sa quasi nulla. Data la rarità del suo nome, il traduttore è quasi certamente quel Robert Primat che fu indicato come testimone in una carta di Saint-Denis nel 1270. Una moglie di Primat riceveva tra il 1284 e il 1297 una pensione annua del valore di 50 soldi dall'abbazia, il che suggerisce che Primat si fosse separato dalla moglie per diventare monaco. Il fatto che la sua cronaca latina sembri terminare bruscamente nel 1277, in pieno regno di Filippo III, suggerisce che Primat morì in quel periodo o poco dopo.

## Opere

### Cronaca latina
La storia latina di Primat, perduta nell'originale, sopravvive solo in parte in una traduzione in francese antico di Jean de Vignay, stesa per la regina Giovanna di Borgogna intorno al 1335. Ci è giunta in un unico manoscritto, ora a Londra, British Library, Bibl. Reg. 19 D.i. Sembra che la cronaca di Primat coprisse solo gli anni 1248–1277 e fosse una continuazione della cronaca di Gilon di Reims. Faceva quindi parte di una serie di storie sulla monarchia prodotte a Saint-Denis.

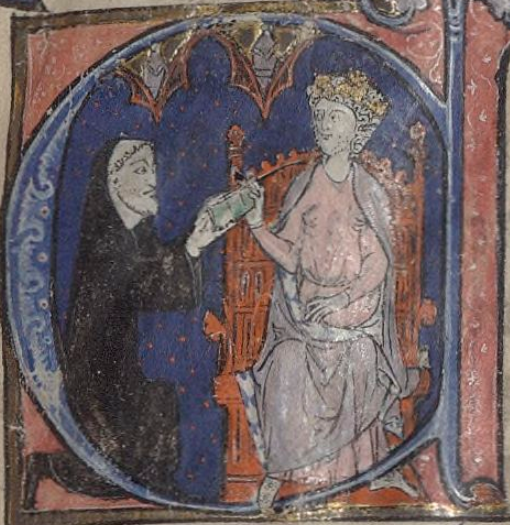
Una miniatura di presentazione che mostra Primat che consegna il Roman des rois a Filippo III, dalla copia originale di presentazione delle Grandes Chroniques de France, Biblioteca Sainte-Geneviève, MS 782, folio 1r (1274)

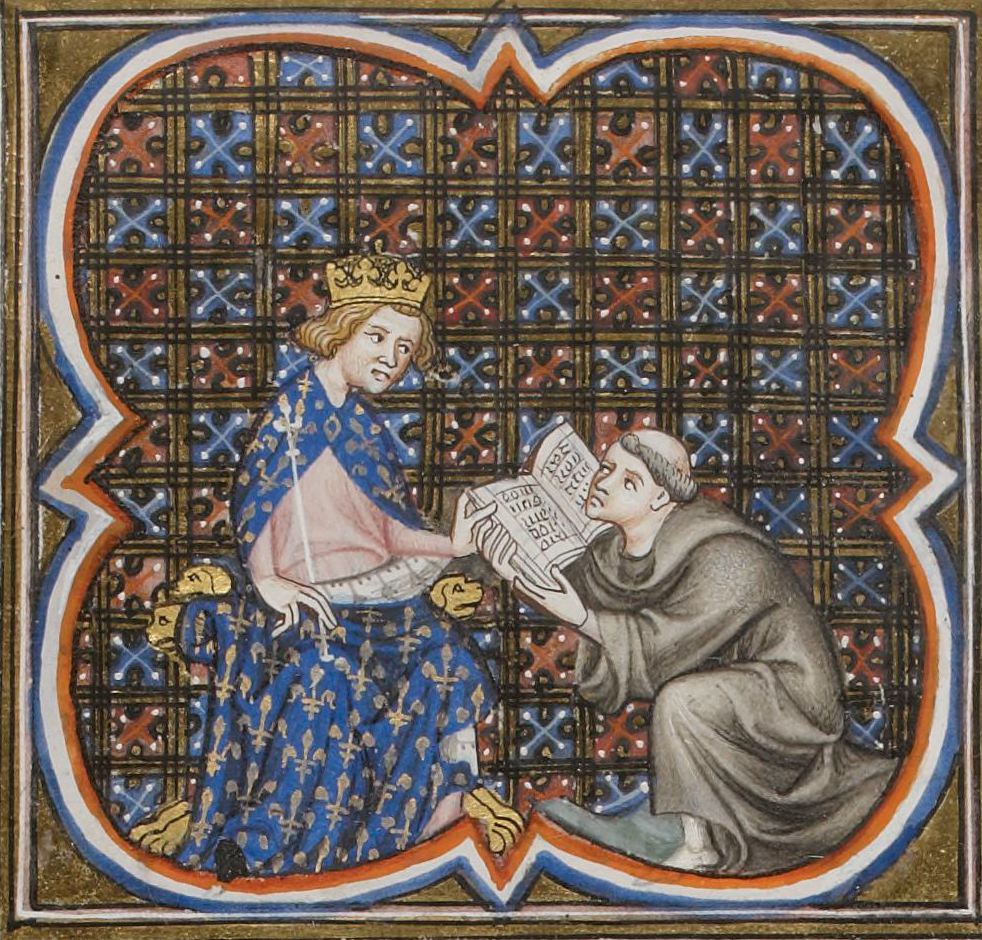
Una miniatura di presentazione che mostra Primat che consegna il Roman des rois a Filippo III, dalle Grandes Chroniques de France, BnF, MS fr. 2813, f. 260v (circa 1375-1380)

Jean de Vignay tradusse Primat come addendum alla sua traduzione dello Speculum historiale di Vincenzo di Beauvais, che spazia dal 1250 al 1277, ma in realtà la traduzione non appare accanto allo Speculum in nessun manoscritto giuntoci. Anche l'anonima Cronaca di Baldovino di Avesnes utilizza Primat come fonte in questo modo. Guillaume de Nangis, nella sua Vita Ludovici IX, prende in prestito direttamente da Primat senza citarlo, apparentemente perché ne considerava l'opera solo un'estensione di quella di Gilon. Sebbene Jean de Vignay affermi che la cronaca di Primat arriva fino al 1285, dal confronto col Baldovino d'Avesnes e Guillaume de Nangis risulta che l'opera di Primat terminò nel 1277 e ciò che Jean aveva davanti a sé era una copia di Primat con una breve continuazione fino al 1285. Un tempo si pensava comunemente che la prima parte della cronaca di Primat, che copriva la prima metà del regno di Luigi IX, fosse andata perduta, ma è altrettanto probabile che la sua cronaca iniziasse dove finiva quella di Gilon.
Gabrielle Spiegel propose che una prima redazione dell'opera di Primat, limitata al regno di Luigi IX, sia apparsa nell'anno della morte del monarca (1270); che la morte impedì a Primat di completare la storia del regno di Filippo III; che una seconda redazione della sua cronaca fino al 1277 fu composta dopo la sua morte ma prima del 1280; e che una terza e ultima redazione fino alla fine del regno di Filippo nel 1285 fu completata solo dopo il 1307 prendendo in prestito materiale dal Chronicon di Guillaume de Nangis. Auguste Molinier suggerì che la cronaca originale si concludesse con la caduta in disgrazia di Pierre de la Broce nel 1278.

### Cronaca francese
La cronaca in francese antico di Primat, Roman des rois (Romanzo dei re), creata traducendo e adattando estratti di varie storie latine presenti negli archivi di Saint-Denis, fu presentata a Filippo III intorno al 1274, probabilmente commissionata dal padre di lui, Luigi IX. Anche l'abate di Saint-Denis, Matteo di Vendôme, ebbe un ruolo importante nella sua produzione, come si deduce dal fatto che è una figura più imponente del re nella miniatura di presentazione originale.
La fonte principale era un compendio di storie latine di Saint-Denis copiato intorno al 1250 e ora a Parigi, Bibliothèque nationale de France, lat. 5925. Questo conteneva il Liber Historiae Francorum, le Gesta Dagoberti, la Chronographia e la Vita Sigeberti III di Sigebert di Gembloux, il De gestis regum Francorum di Aimoino di Fleury e continuazione, la Vita Karoli Magni e gli Annales di Eginardo, la cronaca dello Pseudo-Turpino, la Historia regum Francorum di Ugo di Fleury e continuazione; le Gesta Normannorum Ducum di Guglielmo di Jumièges con la sua continuazione; le Vite di Luigi VI e Luigi VII di Sugerio; le Gesta Philippi Augusti di Rigord, poi continuate da Guglielmo il Bretone.
Si ritiene generalmente che la copia originale di presentazione del Roman des rois sia quella conservata a Parigi, (Biblioteca Sainte-Geneviève, MS 782), che è illustrata con trentaquattro miniature. Questo manoscritto era certamente proprietà di Carlo V, che ne fece aggiungere una continuazione. Il testo di Primat divenne così la prima versione delle Grandes Chroniques de France. Solo tre copie del suo Roman sopravvivono senza continuazioni: Londra, British Library, Add. MS 38128; Bruxelles, Bibliothèque royale, MS 4; inoltre un manoscritto in una collezione privata svizzera. I primi due furono realizzati tra il 1285 e il 1314, mentre la copia svizzera fu realizzata negli anni venti o trenta del Trecento.
Il Roman des rois era organizzato attorno alla genealogia con l'obiettivo di dimostrare la continuità politica in Francia. Copre le dinastie merovingia, carolingia e capetingia sino alla fine del regno di Filippo Augusto (1223). Pertanto non si sovrapponeva alla cronaca latina. La sua affidabilità dipende fortemente dalle fonti di Primat. Il Roman diventa più semplice a partire dall'inizio dell'XI secolo, quando il complesso racconto di Aimoino giunge al termine. Successivamente tende a fare affidamento su un'unica fonte per la sua narrazione. Dal regno di Luigi VI in poi, si affida alle storie contemporanee.